# Малое Новосурино
Малое Новосурино — деревня в Можайском районе Московской области, в составе Сельского поселения Борисовское. Численность постоянного населения по Всероссийской переписи 2010 года — 29 человек. До 2006 года Малое Новосурино входило в состав Ямского сельского округа.
Деревня расположена в центральной части района, примерно в 3,5 км к югу от Можайска, на левом берегу реки Мжут, высота центра над уровнем моря 216 м. Ближайшие населённые пункты — Большое Соколово на западе, Большое Новосурино на севере и Колычёво на востоке.